# Liste der Kulturdenkmäler in Ockenfels
In der Liste der Kulturdenkmäler in Ockenfels sind alle Kulturdenkmäler der rheinland-pfälzischen Ortsgemeinde Ockenfels aufgeführt. Grundlage ist die Denkmalliste des Landes Rheinland-Pfalz (Stand: 9. Februar 2023).

## Einzeldenkmäler
| Bezeichnung                                    | Lage                | Baujahr | Beschreibung                       | Bild            |
| ---------------------------------------------- | ------------------- | ------- | ---------------------------------- | --------------- |
| Wohnhaus                                       | Hauptstraße 55 Lage | um 1800 | Fachwerkhaus, Mansarddach, um 1800 | Fotos hochladen |
| Ehemalige katholische Filialkirche St. Donatus | Kirchstraße Lage    | um 1700 | kleiner barocker Saalbau           | Fotos hochladen |

## Ehemalige Kulturdenkmäler
| Bezeichnung | Lage               | Baujahr                  | Beschreibung | Bild |
| ----------- | ------------------ | ------------------------ | --- | ---- |
| Wohnhaus    | Kirchstraße 4 Lage | 18. Jahrhundert          | Fachwerkhaus, teilweise massiv, Mansarddach, 18. Jahrhundert; aus Denkmalliste gelöscht | BW   |
| Hofanlage   | Kirchstraße 6 Lage | 17. oder 18. Jahrhundert | Wohn- und Wirtschaftsgebäude; stattlicher dreigeschossiger Fachwerkbau, teilweise massiv, wohl aus dem 17. oder 18. Jahrhundert, rückwärtige Erweiterung aus dem 18. Jahrhundert; aus Denkmalliste gelöscht | BW   |